# همام البلوي
همام خليل محمد أبو ملال البلوي أو أبو دُجانة الخراساني (25 ديسمبر 1977 - 30 ديسمبر 2009) طبيب أردني من مواليد الكويت، وأحد مجاهدي طالبان باكستان وعميل مزدوج للسي آي إيه والاستخبارات الأردنية اعتقل عام 2008 من قبل جهاز المخابرات الأردنية في الأردن لنشاطه في الترويج للفكر الجهادي وتردده للمنتديات الجهادية وقد اشترط الجهاز الاستخباراتي الأردني على الإفراج عنه مقابل تجنيده وتوجهه إلى وزيرستان (باكستان) للعمل مع طالبان باكستان والالتقاء مع نائب زعيم تنظيم القاعدة الدكتور أيمن الظواهري، وهو ما وافق عليه همام تحت الضغط، عمل مع وكالة المخابرات المركزية الأمريكية كعميل لهم في صفوف القاعدة قبل أن يتحول لعميل مزودوج، نفذ عملية انتحارية في مقر وكالة الاستخبارات الأمريكية في خوست نجم عن التفجير مقتل مجموعة من عملاء وكالة المخابرات المركزية الأمريكية في ولاية خوست في أفغانستان، حيث قتل 7 من أفرادها إضافة إلى ضابط ارتباط من المخابرات الأردنية يدعى «الشريف» علي بن زيد. أصيب ستة آخرون على الأقل في الحادث الذي وقع يوم 30 ديسمبر 2009.

## عمله مع المخابرات الأردنية
اعتقل همام عام 2008 من قبل جهاز المخابرات الأردنية في الأردن لنشاطه في الترويج للمنتديات الجهادية والإسلامية. قالت مصادر حركة طالبان باكستان أن همام وافق الجهاز الاستخباراتي الأردني على الإفراج عنه مقابل تجنيده وتوجهه إلى وزيرستان (باكستان) للعمل مع طالبان باكستان والالتقاء مع نائب زعيم تنظيم القاعدة الدكتور أيمن الظواهري، وهو ما وافق عليه همام.
كانت العملية الانتحارية التي استهدفت عملاء المخابرات المركزية في ولاية خوست شرقي أفغانستان المجاورة لمناطق القبائل الباكستانية قتلت سبعة مع عملاء المخابرات المركزية الأمريكية بينهم قائد القاعدة وجرح ستة آخرون. يقول القائد الطالباني الذي قدم نفسه باسم يعقوب لصحيفة القدس العربي مشدداً على أن جهاز المخابرات الأردني يعرف تماماً من هو يعقوب: «إن همام جاءنا وتعاملنا معه كأخ منتم إلى حركة طالبان وهو أول عربي ينضم إلى حركة طالبان الباكستانية، وبالفعل عقدنا لقاءات كثيرة معه، وكنا نمد المخابرات الأردنية بمعلومات مضللة عن الحركة لكسب ثقتها وكانوا يمررون تلك المعلومات إلى المخابرات المركزية الأمريكية واستمرت اللعبة طوال عام كامل، حتى قرر عملاء المخابرات المركزية الأمريكية قبل أيام نقل همام إلى خوست للحديث معه عن تفاصيل بعض الأهداف والمعلومات وبالفعل تم خطفه إلى داخل خوست».
تقول المصادر الطالبانية الباكستانية لصحيفة القدس العربي إن همام 'تم تزنيره بحزام ناسف ممتلئ بالمتفجرات ونظراً للثقة التي بناها مع المخابرات الأردنية التي لديها مقر كامل في خوست وكذلك مع المخابرات الأمريكية عن طريق الأردنية فإنه لم يصار إلى تفتيشه والتحقق منه حيث نقل إلى مقر قيادة التحكم بطائرات التجسس الأمريكية التي تستهدف عناصر وقيادات القاعدة وطالبان في مناطق القبائل الباكستانية'. تشدد المصادر على أن الحاضرين احتفلوا بعيد ميلاد همام الذي يصادف يوم الخامس والعشرين من كانون الأول وبحضور قائد القاعدة وكبار ضباط الاستخبارات المركزية الأمريكية وبعض عناصر المخابرات الأردنية، وقد فجر همام نفسه وهو ما أدى إلى مقتل قائد القاعدة التابع للمخابرات المركزية الأمريكية وآخرين وجرح آخرين.
يرى مراقبون أمنيون ان العملية التي تعد الأخطر في تاريخ الاختراق الأمني والاستخباراتي من منظمة وحركة لدولة ولجهاز مخابراتي بحجم المخابرات الأمريكية والأردنية ستشكل انتكاسة خطيرة لكلا الجهازين وربما للعلاقة بينهما، سيما وأن المخابرات المركزية الأمريكية تعتمد في كثير من الأحيان على المخابرات الأردنية في تعقب عناصر القاعدة. ووصفها خبير في الجماعات المتشددة أن عملية البلوي تمثل أكبر خداع في تاريخ أجهزة الاستخبارات سواء الأمريكية أو الأردنية.

## عملية خوست
كشفت مؤسسة السحاب التابعة للقاعدة عن وصية همام البلوي وكنيته "أبو دجانة الخرساني" حيث كشف همام البلوي أن عملية خوست التي أودت بحياة 7 ضباط أمريكان وضابط أردني إنما هي ثأر لمقتل بيت الله محسود زعيم حركة طالبان باكستان. كما كشف البلوي أن الاستخبارات الأردنية ساهمت في اغتيال عبد الله عزام.

## تأثير العملية على التعاون الاستخباري بين الولايات المتحدة والأردن
يقول المراقبون أن العملية ستشكل انتكاسة وربما إعادة لصوغ العلاقة والتعاون بين الجهازين فيما يتعلق بالعملية وتداعياتها. في أول رد فعل أردني على هذه التصريحات أكد وزير الدولة الأردني لشؤون الإعلام والاتصال نبيل الشريف أنه لا توجد لدى الحكومة أي وسيلة للتحقق من الادعاءات التي ذكرتها 'طالبان باكستان' بأن منفذ عملية تفجير قاعدة وكالة الاستخبارات المركزية 'سي آي إيه' في منطقة خوست الأفغانية يحمل الجنسية الأردنية.
كان الجيش الأردني قد أعلن الأربعاء مقتل قريب للعاهل الأردني عبد الله الثاني في أفغانستان حيث كان يشارك ضمن قوات أردنية في إطار التحالف الذي تقوده الولايات المتحدة. يذكر أن الأردن ليست الدولة العربية الوحيدة التي تساهم بقوات في أفغانستان فهناك أيضاَ قوات من دولة الإمارات العربية ودولة البحرين ومصر تشارك في إطار التحالف الذي تقوده الولايات المتحدة هناك غير أن السلطات ترفض حتى الآن الكشف عن حجم القوات التي أرسلتها.